# Jean-Claude Dague
Jean-Claude Dague (Dax, 23 gennaio 1937 – Le Kremlin-Bicêtre, 2 dicembre 2017) è stato un regista e sceneggiatore francese.

## Biografia
Jean-Claude Dague, all'anagrafe Jean-Claude Dagouassat nel 1971, dopo aver diretto quattro film, la sua società di produzione era quasi in bancarotta e tentò una rapina a Bry-sur-Marne ma fu facilmente catturato con due complici,  avendo aver usato la propria auto per fuggire. I due complici erano l'attore René Chapotot e lo stuntman Germain Roig. 
Dague trascorse poi otto anni in prigione, durante la detenzione scrisse in un libro, Una vita dietro le sbarre, di cui fece un film nel 1990.

## Filmografia

### Regista e sceneggiatore
- Karin un corpo che brucia (1968)
- Le Francophonissime (1969)
- Poussez pas grand-père dans les cactus (1969)
- Désirella (1970)
- L'homme qui vient de la nuit (1970)
- Una vita dietro le sbarre (1990)
- La paix pour les enfants du monde (1991)

### Sceneggiatore
- La dernière saison, regia di Pierre Beccu (1991)

### Soggetto
- La paix pour les enfants du monde (1991)

### Attore
- Pelle di spia , regia di Max Pécas (1966)